# Varambon
Varambon es una comuna francesa situada en el departamento de Ain, de la región de Auvernia-Ródano-Alpes. Pertenece a la comunidad de comunas Rives de l'Ain - Pays du Cerdon.

## Demografía
| 265 | 299 | 287 | 314 | 353 | 385 | 541 | 527 | 584 |
| Para los censos de 1962 a 1999 la población legal corresponde a la población sin duplicidades (Fuente: INSEE [Consultar]) |     |     |     |     |     |     |     |     |